# Castell Lleó
El Castell Lleó, o Castèth Leon, és un castell al municipi d'Es Bòrdes (Vall d'Aran) declarat bé cultural d'interès nacional, actualment en ruïnes. Situat a la confluència dels rius Garona i Joèu, tingué gran importància tant per ser seu del poder reial com per la seva ubicació estratègica, dominant el Camin Reiau que comunicava les terres occitanes del nord amb la península Ibèrica. El nom del castell ve a raó d'un dels canons, que constituïen les seves armes principals, d'acer adornats d'una cara de lleó.

## Arquitectura
Aquest castell s'aixecava en un turó sobre les cases del poble de les Bòrdes, i en direcció nord-oest. La seva planta era hexagonal, amb torrasses cilíndriques als angles. Dins del recinte i davant de la plaça d'armes hi havia la torre d'homenatge que servia d'allotjament per a la guarnició. La porta principal era al llevant i tenia pont llevadís.
El sector nord-oest del recinte sobirà és on es conserven el major nombre d'estructures i on aquestes assoleixen una major alçada; les parts de llevant i migdia són les més arrasades. Durant la campanya arqueològica de 2005 es van identificar i recuperar restes de la torre mestra del castell, un mur aixecat directament sobre la roca natural, de planta circular, format per cares externes de grans carreus amb un rebliment de pedres no treballades i morter de calç de coloració blanca i notable consistència.
La primera descripció precisa d'aquest lloc prové d'una inspecció de Joanot Salba el 1555 i una segona vindrà de Çaportella el 1584.
Les intervencions arqueològiques portades a terme entre 2005-2006 posaren al descobert un nombre important d'estructures que fins llavors romanien amagades sota la vegetació. L'any 2009 s'hi inicià una altra campanya arqueològica.

## Història
Segons la historiografia clàssica, el castell fou bastit en 1283 per tropes franceses del senescal de Tolosa, Eustaqui de Beaumarchais després de la invasió de la Vall d'Aran per part del Rei de França. A partir d'aquest moment i fins a la seva destrucció definitiva en 1719 el castell era la principal fortalesa d'Aran i residència de governadors. Els anys 1318-1320, i posteriorment també el 1362, s'hi feren obres per tal de millorar-ne la defensa i el 1373 s'hi hagueren de reparar els desperfectes causats per un gran terratrèmol, obres costejades pel rei Pere el Cerimoniós.
Durant la guerra dels Segadors, l'any 1641 fou ocupat per tropes castellanes, però amb l'arribada de les tropes de la Generalitat comandades per Josep de Margarit, aquest assetjà el castell, que capitulà el 20 d'abril de 1643.
Després fou ocupat pels francesos i recobrat el 1706. Tornà a ésser envaït per les tropes del Mariscal Berwick el 1719 que, en la seva retirada, el destruïren. Hi ha una lauda sepulcral a la parròquia de les Bòrdes que procedeix de Castell-lleó.